# Valdemunitella lata
Valdemunitella lata är en mossdjursart som först beskrevs av Arnold Girard Kluge 1914.  Valdemunitella lata ingår i släktet Valdemunitella och familjen Calloporidae. Inga underarter finns listade i Catalogue of Life.